# Mascotes olímpicas

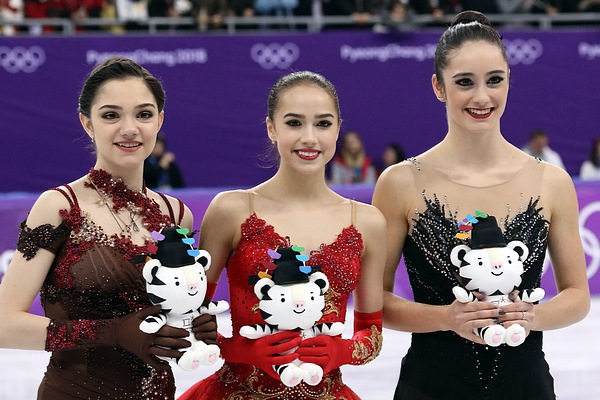
Patinadores segurando a mascote Soohorang nas Olimpíadas de Inverno de 2018

As mascotes olímpicas são personagens (geralmente animais nativos) que representam a cultura do país anfitrião dos Jogos Olímpicos. Desde os Jogos Olímpicos de Inverno de 1968, em Grenoble, toda edição dos Jogos possui pelo menos uma mascote.
A mascote mais conhecida dos Jogos Olímpicos foi o urso Misha, dos Jogos Olímpicos de Verão de 1980, em Moscou. Misha foi usado extensivamente durante as cerimônias de abertura e encerramento, virou desenho animado e apareceu em diversos produtos. Atualmente, uma boa parte do merchandising dos Jogos é voltado para o uso das mascotes, focando principalmente o público jovem.

## Lista de mascotes
| Edição              | Mascote                           | Espécie                                                                             | Designer                                   | Significado |
| ------------------- | --------------------------------- | ----------------------------------------------------------------------------------- | ------------------------------------------ | --- |
| Grenoble 1968       | Schuss                            | Esquiador                                                                           | Mme Lafargue                               | (mascote não-oficial) |
| Munique 1972        | Waldi                             | Cachorro Dachshund                                                                  | Otl Aicher                                 | Representa os atributos dos atletas: resistência, tenacidade e agilidade. |
| Innsbruck 1976      | Schneemann                        | Boneco de neve                                                                      |                                            | Representou os "Jogos da Simplicidade" |
| Montreal 1976       | Amik                              | Castor                                                                              |                                            | Um dos símbolos nacionais do Canadá |
| Lake Placid 1980    | Roni                              | Racum                                                                               | Donald Moss                                | Sua face representa os chapéus e os óculos usados pelos competidores. |
| Moscou 1980         | Misha                             | Urso                                                                                | Victor Tchijikov                           | Símbolo nacional da União Soviética. |
| Sarajevo 1984       | Vučko                             | Lobo                                                                                | Joze Trobec                                | Simboliza o desejo dos humanos de ser amigos dos animais. |
| Los Angeles 1984    | Sam                               | Águia                                                                               | Robert Moore (The Walt Disney Company)     | Símbolo dos EUA. |
| Calgary 1988        | Hidy e Howdy                      | Dois ursos polares                                                                  | Sheila Scott                               | Representam a hospitalidade do oeste canadense |
| Seul 1988           | Hodori                            | Tigre                                                                               | Hyun Kim                                   | Animal comum nas lendas sul-coreanas. |
| Albertville 1992    | Magique                           | Estrela de gelo                                                                     | Philippe Mairesse                          | Substituiu a cabra "Chamois"; |
| Barcelona 1992      | Cobi                              | Um Pastor Catalão estilizado                                                        | Javier Mariscal                            | |
| Lillehammer 1994    | Haakon e Kristin                  | Duas crianças norueguesas                                                           |                                            | Ambas vestem roupas tradicionais. |
| Atlanta 1996        | Izzy                              | Figura abstrata                                                                     | John Ryan                                  | Seu nome deriva de "Whatizit?" ("O que é isso?", em inglês), por que nem os criadores sabem o que ele significa.                                                                                |
| Nagano 1998         | Sukki, Nokki, Lekki e Tsukki      | Quatro corujas                                                                      |                                            | Uma para cada ano entre dois Jogos Olímpicos. |
| Sydney 2000         | Olly, Syd e Millie                | Kookaburra, Ornitorrinco e Equidna                                                  | Matthew Hatton                             | Olly representa o espírito de generosidade, Syd o meio-ambiente e a energia do povo da Austrália e Millie o novo milênio.                                                                       |
| Salt Lake City 2002 | Powder, Copper e Coal             | Lebre americana, Coiote e Urso-negro                                                | Landor/Publicis                            | Representam o Lema Olímpico: "Citius, Altius, Fortius" |
| Atenas 2004         | Athena e Phevos                   | Bonecos antigos                                                                     | Spyros Gogos                               | Duas crianças estilizadas como bonecos da Grécia Antiga. |
| Turim 2006          | Neve e Gliz                       | Bola de neve e cubo de gelo                                                         | Pedro Albuquerque                          | Gentileza, elegância e vivacidade. |
| Pequim 2008         | Fuwa                              | Peixe, panda gigante, Chama Olímpica, chiru e andorinha                             | Han Meilin                                 | Seus nomes formam a frase "Beijing huan ying ni", que significa "Pequim dá as boas-vindas a você".                                                                                              |
| Vancouver 2010      | Miga, Quatchi e Sumi              | Híbidro de urso e orca, pé-grande e urso-negro                                      | Vicki Wong e Michael Murphy                | Mistura de animais da fauna da Colúmbia Britânica e criaturas mitológicas. |
| Londres 2012        | Wenlock e Mandeville              | Gota de aço com câmera para os olhos.                                               |                                            | Batizado com o nome da aldeia de Much Wenlock e Stoke Mandeville, berço dos Jogos Paraolímpicos.                                                                                                |
| Sóchi 2014          | Bely Mishka, Snow Leopard e Zaika | Urso-polar, leopardo-das-neves e lebre                                              | Silvia Petrova, Vadim Pak e Oleg Serdechny | Animais da fauna russa escolhidos através de votação popular. |
| Rio de Janeiro 2016 | Vinícius e Tom                    | Híbrido de felino, macaco e ave; híbrido de plantas e árvores brasileiras           | Birdo Produções                            | Explora a diversidade da fauna e flora brasileiras. |
| Pyeongchang 2018    | Soohorang e Bandabi               | Soohorang é um tigre branco e Bandabi é um urso.                                    | Jang Dong-ryeon, Jang In-gyu e Lee Hee-gon | Os tigres brancos são considerados o protetor da Coreia e o urso é o animal que representa a província de Gangwon (a província onde Pyeongchang fica) e simboliza a força de vontade e coragem. |
| Tóquio 2020         | Miraitowa e Someity               | Miraitowa e Someity tem uma estética futurista.                                     | Ryo Taniguchi                              | Miraitowa e Someity representam a tradição e a inovação do Japão. |
| Pequim 2022         | Bing Dwen Dwen e Shuey Rhon Rhon  | Bing Dwen Dwen é um panda coberto de gelo e Shuey Rhon Rhon é uma lanterna chinesa. | Cao Xue e Jiang Yufan                      | O panda representa a partilha do verdadeiro espírito das Olimpíadas com o mundo inteiro e a lanterna representa colheita, celebração, calor e luz.                                              |
| Paris 2024          | As Phryges                        | Barretes frígios                                                                    | Joachim Roncin                             | Baseado no gorro frígio que Marianne usava na época da Revolução Francesa. |

## Mascotes das Olimpíadas da Juventude
As primeiras mascotes das Olimpíadas da Juventude foram Lyo e Merly.
| Edição            | Mascote     | Designer                                | Significado | Imagem |
| ----------------- | ----------- | --------------------------------------- | --- | ------ |
| Singapura 2010    | Lyo e Merly | Cubix International                     | Alusão ao rótulo "Cidade Leão" de Singapura e ao Merlion, um símbolo nacional de Singapura, respectivamente. |        |
| Innsbruck 2012    | Yoggl       | Florencia Demaría e Luis Andrés Abbiati | Representa o respeito pela natureza, os estilos de vida e a geografia do país-sede. |        |
| Nanquim 2014      | Lele        |                                         | Lele é inspirado por uma característica natural única da cidade anfitriã conhecida como "Rain-Flower Pebble" (também traduzido como "pedra do rio"). O design do mascote assume a forma e a aparência típicas desta pedra, mas de uma forma criativa e artística, destacando as cores da paleta do emblema. A palavra "lele" (砳砳) representa o som de pedras colidindo e é pronunciada como a palavra chinesa que significa felicidade ou alegria. |        |
| Lillehammer 2016  | Sjogg       | Line Ansethmoen                         | "Sjogg" significa em "Neve" nos dialetos Gudbrandsdalsmål. |        |
| Buenos Aires 2018 | Pandi       | Human Full Agency                       | Pandi é uma combinação do nome científico da onça-pintada (Panthera onca) e da relação do mascote com o "mundo digital". |        |
| Lausanne 2020     | Yodli       | ERACOM                                  | Cruzamento entre uma vaca, uma cabra e a raça de cachorro São Bernardo, todas comumente encontradas nas montanhas suíças. Foi nomeado com inspiração no iodelei. |        |
| Gangwon 2024      | Moongcho    | Park Soo-yeon                           | Concebido como uma bola de neve criada em uma guerra de bolas de neve entre Soohorang e Bandabi. |        |